# Septoria scabiosicola
Septoria scabiosicola är en svampart som beskrevs av Desm. 1853. Septoria scabiosicola ingår i släktet Septoria och familjen Mycosphaerellaceae.   Inga underarter finns listade i Catalogue of Life.